# Klooster van Mar Elian
Het klooster van Mar Elian was een Syrisch-katholiek klooster nabij Al-Qaryatayn, een stad in het Syrische gouvernement Homs. Het klooster was gewijd aan de heilige Sint Elian (Mar Elian). In augustus 2015 werd het complex verwoest door de terreurgroep Islamitische Staat, kort nadat deze bij de slag bij Al-Qaryatayn het gebied hadden ingenomen.

## Geschiedenis
Het klooster werd in de vijfde eeuw opgericht in een oase. In de 18e eeuw verloor het zijn functie als klooster, maar het bleef daarna een belangrijke ontmoetingsplek voor zowel christenen als moslims. 
In 2003 sloot het klooster zich aan bij de naburige kloostergemeenschap Deir Mar Moussa al-Habachi.
Na het uitbreken van de Syrische Burgeroorlog in maart 2011 diende het klooster als toevluchtsoord voor Syrische vluchtelingen.
Vanaf december 2013 bestond er een jumelage tussen het klooster van Mar Elian en twee kerken/parochies in het Franse Le Mans, de kathedraal van Le Mans en de Notre-Dame de la Couture.

## Verwoesting
In augustus 2015 zette de IS een filmpje op internet, waarop is te zien hoe het klooster met behulp van een bulldozer met de grond gelijk is gemaakt. Paolo Dall’Oglio, de abt die het klooster tien jaren eerder had laten restaureren, is in 2013 door IS gekidnapt en sindsdien spoorloos. Vermoed wordt dat de religieuze schatten die zich nog in het klooster bevonden door IS zijn meegenomen en verhandeld.